# Krzysztof Ciebień
Krzysztof Artur Ciebień (ur. 1 lipca 1955 w Lublinie) – polski urzędnik, dyplomata, sinolog. Ambasador RP w Koreańskiej Republice Ludowo-Demokratycznej (2014–2019), konsul generalny w Hongkongu (1992–1997) i w Kantonie (2009–2014).

## Życiorys
Absolwent Liceum im. Jana Zamoyskiego w Zamościu. Studia rozpoczął w Szkole Głównej Planowania i Statystyki. Ukończył studia na Wydziale Dalekiego Wschodu Moskiewskiego Państwowego Instytutu Stosunków Międzynarodowych (1981) oraz studia podyplomowe w Polskim Instytucie Spraw Międzynarodowych (1985), Krajowej Szkole Administracji Publicznej (2007) i Polskim Instytucie Dyplomacji (2014).
W październiku 1981 rozpoczął pracę w Ministerstwie Spraw Zagranicznych, przechodząc poszczególne szczeble kariery:
- 1981 – MSZ, Departament II (Azja), St. Referent (Wydział ds. Chin)
- 1981–1982 – MSZ, Protokół Dyplomatyczny, St. Referent
- 1982 – MSZ, Departament II (Azja), Radca
- 1982–1983 – Konsulat Generalny RP w Szanghaju, Attaché
- 1983–1984 – Ambasada RP w Pekinie, Attaché
- 1984–1986 – MSZ, Departament Afryki, Azji,  Australii i Oceanii, St. Radca
- 1986–1990 – Ambasada RP w Pekinie, III i II Sekretarz
- 1990–1992 – MSZ, Departament Afryki, Azji,  Australii i Oceanii, Starszy Ekspert
- 1992–1997 – Konsulat Generalny RP w Hongkongu, Konsul Generalny
- 1997–2000 – MSZ, Departament Afryki, Azji, Australii i Oceanii,Radca Ministra
- 2000–2004 – Ambasada RP w Bangkoku, Zastępca Ambasadora (Radca, I Radca)
- 2004–2005 – MSZ, Departament Azji i Pacyfiku; Departament Ekonomiczny, I Radca, Radca Minister
- 2005–2006 – Ambasada RP w Pekinie, Zastępca Ambasadora
- 2006–2009 – MSZ, Departament Azji i Pacyfiku, Naczelnik Wydziału Azji Wschodniej, Australii i Pacyfiku
- 2009–2014 – Konsulat Generalny RP w Kantonie, Konsul Generalny (Radca Minister)
- 2014–2014 – MSZ, Departament Azji i Pacyfiku
- 13 września 2014 – 31 stycznia 2019 – Ambasada RP w Pjongjangu, ambasador[3][4]

Zna język chiński, angielski i rosyjski.
W 2011 został wyróżniony nagrodą im. Andrzeja Kremera „Konsul Roku”.